# Bom Sucesso (kommun i Brasilien, Paraíba)
Bom Sucesso är en kommun i Brasilien.   Den ligger i delstaten Paraíba, i den östra delen av landet, 1 500 km nordost om huvudstaden Brasília. Antalet invånare är 5 037. Arean är 184 kvadratkilometer.
Terrängen i Bom Sucesso är platt åt sydväst, men åt nordost är den kuperad.
Omgivningarna runt Bom Sucesso är huvudsakligen savann. Runt Bom Sucesso är det ganska glesbefolkat, med 24 invånare per kvadratkilometer.